# Дура-Эвропос

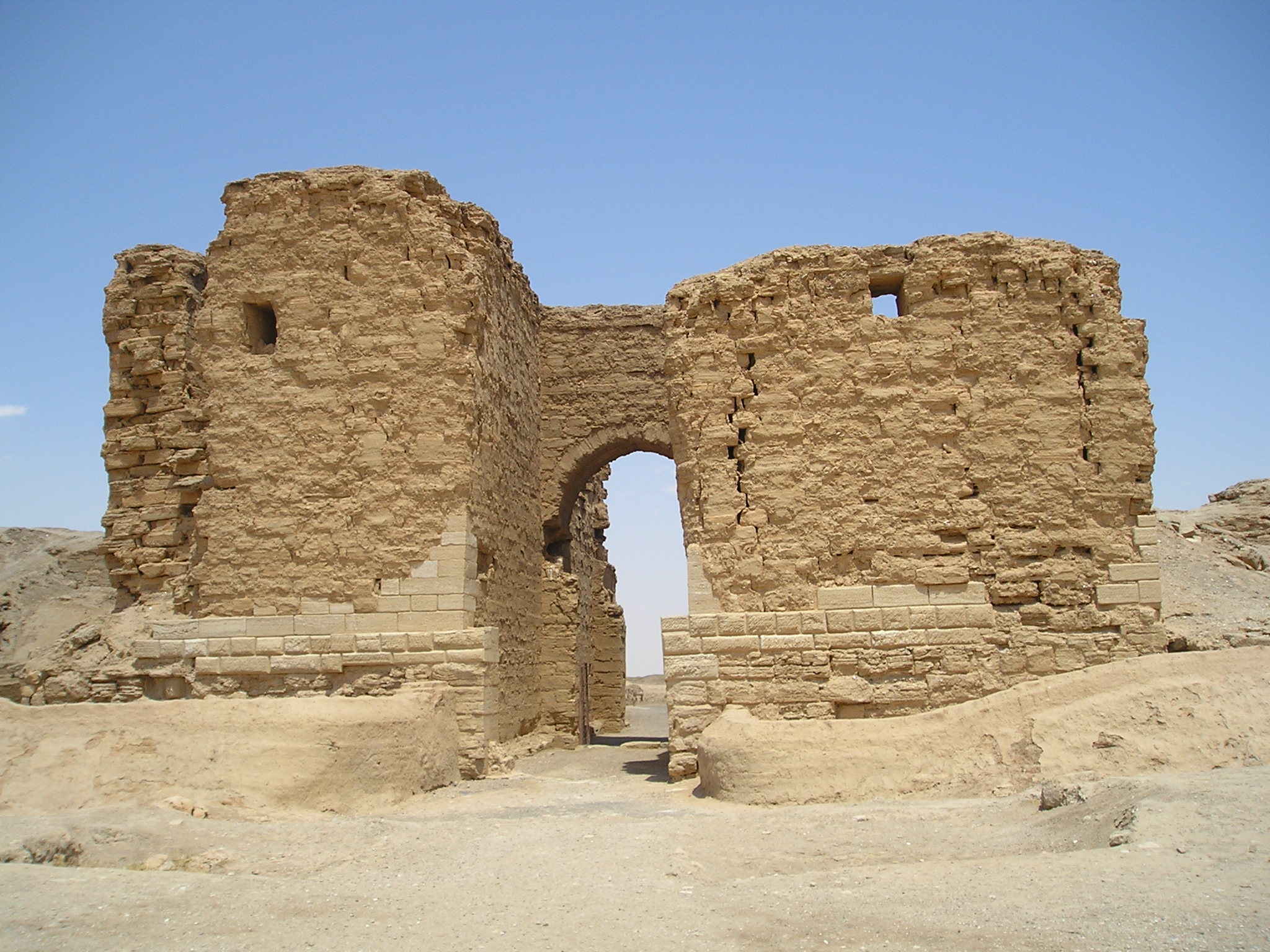
Пальмирские ворота Дура-Европоса, главный вход в город

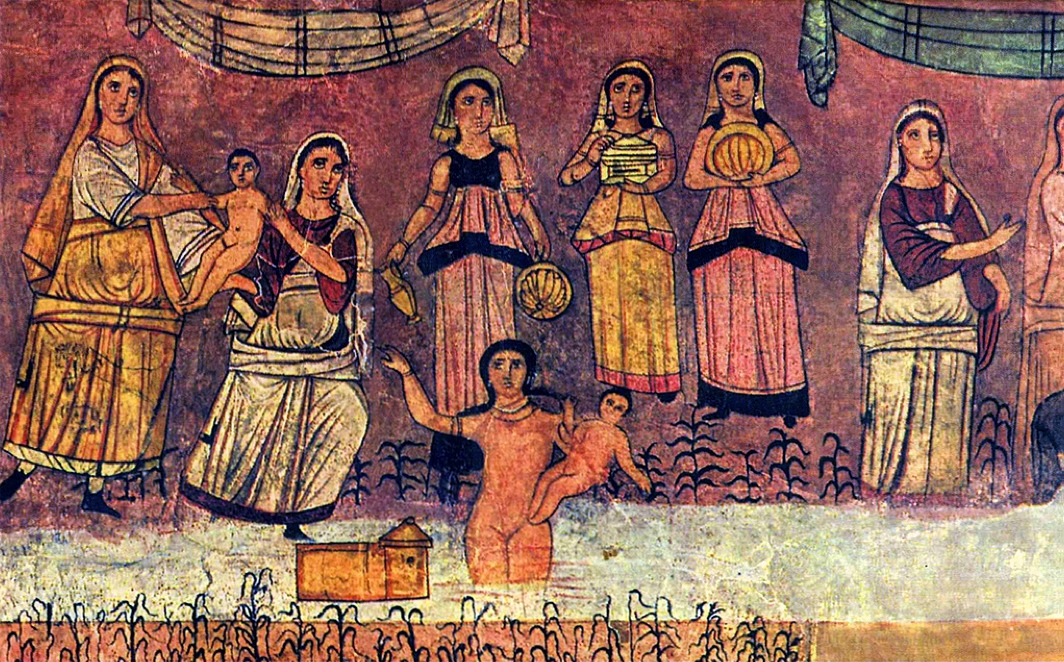
Фреска из синагоги в Дура-Европосе, изображающая библейский сюжет с младенцем Моисеем

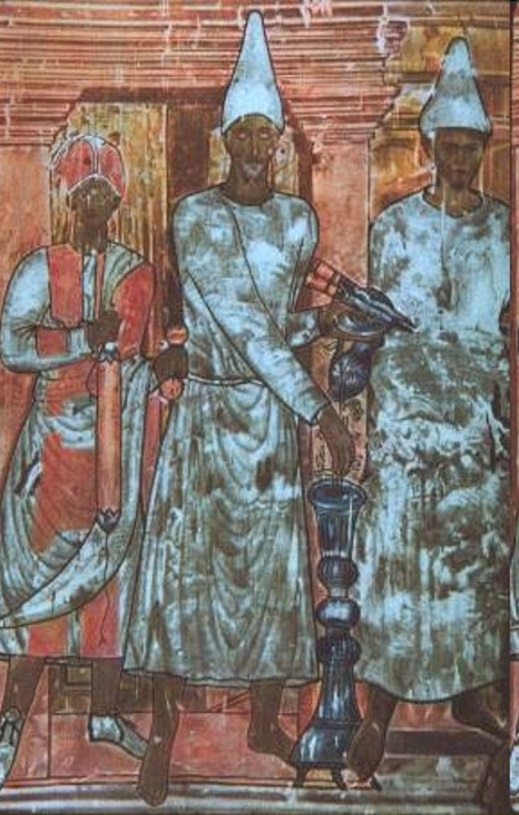
Фреска из сирийского храма в Дура-Европосе

Ду́ра-Эвропо́с (греч. Δοῦρα Εὐρωπός) — античный город на Евфрате (вблизи современного города Сальхиях в Сирии), существовавший примерно с 300 года до н. э. до 256 года. Получил известность в связи с археологическими находками и хорошо сохранившимися древними фресками. Дура на арамейском означает «крепость».

## История
Первоначально на месте Дура-Эвропос, видимо, располагалась древнеассирийская крепость. Заново город был основан царём Селевком I Никатором около 300 года до н. э. среди многих других и просуществовал более 550 лет. Примерно в 100 году до н. э. перешёл под власть Парфянского царства, а с 165 года — Римской империи. В римское время Дура-Европос был крупным торговым центром, и большинство археологических находок относятся к этому периоду времени. В 256 году захвачен войсками Сасанидов и заброшен.
Селевк, диадох Александра Македонского, выбрал для поселения своих солдат заброшенную ассирийскую крепость, которую местное население называло "Дура", на дороге из Дамаска в Междуречье и дал ей имя «Европос» по имени того города в Македонии, в котором он родился. Крепость стояла на высоком берегу среднего Евфрата, защищённая с трёх сторон крутыми обрывами, а четвёртая сторона, противоположная от реки и примыкающая к пустыне, была обнесена длинной прямой стеной с башнями. Размеры города составляют примерно 700 на 1000 м.
Город регулярно спланирован (прямо пересекающиеся улицы) в селевкидское время, к которому относятся агора, остатки храмов, цитадель. Со временем гражданское население стало преобладать, и крепость превратилась в захолустный городок, выросший вокруг рыночной площади. Однако население можно назвать гражданским лишь условно, поскольку в военное время земледельцы вставали в строй, образуя сословие так называемых клерухов. В социальном отношении жители делились по родам, как и в Македонии. Земля клерухам давалась в пожизненную аренду за их службу или службу их детей, оставаясь царской собственностью.
Город имел этнически смешанное население: верхушка или знать имела греко-македонские корни, большинство населения составляли сирийцы, арабы, евреи, представители иранских племён. Город управлялся по греческим обычаям, советом из наиболее влиятельных граждан, греков по национальности. Остальные в повседневной мирской жизни подчинялись греческим законам, но главенствовали над законами указы царя, который держал в городе стратега — представителя исполнительной власти.
После захвата Дура-Европоса парфянами в обыденной жизни города мало что изменилось, разве что в греко-македонских семьях усилилось восточное влияние, там стали практиковаться браки между близкими родственниками. От парфянского времени сохранились дворец, руины многочисленных храмов (Баала, Артемиды-Нанайи, Атаргатис, Зевса Кюриоса, Зевса Теоса, «Пальмирских богов») с фресками и рельефами.
К римскому времени относятся укрепления, термы (бани), храмы, в том числе христианская церковь, синагога и храм Митры — все три с уникальными росписями. Синагога Дура-Европос была построена в 244 году, всего за 10 лет до захвата города Сасанидами. Христианская церковь и синагога размещались рядом с городской стеной, при строительстве укреплений их засыпали внутри песком (как часть укрепления), из-за чего и дошли до нашего времени редкие фрески на библейскую тему, в то время как сам заброшенный город исчез под натиском времени.
Ожесточенная осада оставила следы в городе. Персы (Сасаниды) возвели большую земляную насыпь-пандус, по которой штурмовали стену. Одновременно нападающие копали под стенами подземный ход. Римляне, в свою очередь, рыли свой ход, и в результате подземной схватки в ходах осталось немало останков римских солдат. Стена города осела в подкоп, но в целом устояла. Обрушилась одна из башен, похоронив под собой и тем самым сохранив для археологов предметы римского вооружения.
По предположению археологов, при взятии города персы могли использовать против римлян примитивное химическое оружие — серу и битум. Согласно анализу содержимого сосуда, обнаруженного возле одного скелета в туннеле близ 19-й башни города, в сосуде находились смолы и сера.
Исследователи предполагают, что тактика персидских подкопов, приведшая к падению Дура-Европоса, состояла в том, что на главных направлениях тоннелей персы разводили огонь и в случае прорыва римской контрмины — бросали в огонь отравляющие вещества. Доказательством успеха этой тактики считается большое число костей римских солдат в контрминах. Ранее обычно считалось, что это были люди, убитые во время боёв в подземных ходах, хотя вызывало удивление то, что останки персов встречаются в тоннелях намного реже. После гибели в тоннелях большого числа римских солдат, задохнувшихся от ядовитого дыма, контрмины становились ходами для персидских солдат, которые проникли в город и в итоге захватили его.

## Второе рождение
О существовании Дура-Европоса было известно долгое время только из письменных источников. В 1898 г. немецкие учёные Б. Шульц и Ф. Зарре обнаружили развалины этого города в ходе своей рекогносцировочной поездки по Среднему Евфрату.В 1912 г. Ф. Зарре и Э. Герцфельд снова побывали на развалинах Дуры-Европоса. Отчёт об этих открытиях был вскоре опубликован, но остался незамеченным научным сообществом из-за начавшейся в 1914 г. Первой мировой войны.
31 марта 1920 года солдаты-индусы под командованием капитана М. С. Мерфи из размещённых на Ближнем Востоке английских войск рыли траншею возле неизвестных развалин на высоте Салихийе. Арабские племена в тех краях незадолго до этого подняли вооружённое восстание, надеясь достичь независимости на обломках Османской империи.
Случайно под песком вдруг открылась прекрасно сохранившаяся роспись на стене, изображающая сирийского священника. Так был найден Дура-Европос, или, как его называют журналисты — Помпеи сирийской пустыни.
Сразу же начались раскопки места американскими (Джеймс Брэстед) и французскими (Франц Кюмон) археологами, но вскоре они были свернуты из-за неспокойной обстановки в связи с развернувшейся в регионе национально-освободительной борьбой. Первые археологические находки оказались в Музее Лувра. С конца 1920-х годов до начала Второй мировой войны город исследовался экспедицией, финансируемой Йельским университетом (США). Наиболее важные находки были сделаны под руководством русского историка М. И. Ростовцева, эмигрировавшего в Америку сразу после революции. Раскопки возобновились в 1986 году.
Кроме многочисленных остатков памятников архитектуры, росписей на стенах древнейшей синагоги, уникальных предметов античного вооружения (например, чешуйчатого конского доспеха), найдены документы на греческом, латинском, арамейском и других языках. Сохранились также руины довольно скромной по размерам, но самой старой из известных христианских церквей.
Стены синагоги с фресками реконструированы в Национальном музее Дамаска, на месте остались только руины стен, храмов и крепости. Письменные документы хранятся в Галерее искусств Йельского университета.

## Текущая ситуация
После начала гражданской войны в Сирии в 2011 году, на спутниковых снимках виден «кратерный пейзаж» внутри кирпичных стен города. Более 70 % территории были раскопаны и разграблены мародёрами с целью финансирования Исламского государства.

## Фрески синагоги
Синагога Дура была, как сообщает арамейская надпись, построена на месте меньшей по размерам, построенной и украшенной декоративной росписью в кон. II-нач. III вв.; в 244—245, в 249—250, согласно греческой надписи,— поновлена, расширена и заново расписана по почину «старейшины евреев» Шмуэля (Самуила) бен Иди. Высокое (около 7 м) главное помещение синагоги, сильно вытянутое в ширину (7,68 м × 13,35 м), со скамьями вдоль стен, имеет в западной стене, обращенной в сторону Иерусалима и места разрушенного Храма, полукруглую нишу, по-видимому, для хранения свитков Торы, и возвышение перед ней.
Фрески синагоги Дура опровергают господствовавшее в науке долгое время представление об отсутствии в иудаизме изобразительной традиции как таковой. Сходство, иногда буквальное, ряда фресковых композиций в синагоге с иконографией многих сцен в раннехристианском и византийском искусстве доказывает преемство иконографической и художественной традиций от иудаизма к христианству или, что более вероятно, доказывает существование общего поля иконографического творчества в эту эпоху.
«Первая» декорация синагоги, относимая к 244/245, была исключительно символической и близка декорации современных ей греко-римских памятников: пространство помещения с нишей для Торы (с лепной раковиной в конхе), напоминающей античную нишу с балдахином над культовой статуей, на западной стороне, по углам оформляли рисованные пилястры, рисунок потолка имитировал кладку фигурной черепицей, нижние участки стен были расписаны под кладку «opus sectile».
На поле над нишей для Торы золотом на светло-голубом фоне (видимо, обозначавшем небо) написаны семисвечник-менора — атрибут Иерусалимского Храма, лулав — пальмовая ветвь для праздника Суккот, этрог — плод дерева из рода лимонных, также из ритуала праздника Суккот, Храм в Иерусалиме (слева) и единственная фигурная сцена — сцена Жертвоприношения Авраамом Исаака (справа) (Авраам изображен перед алтарем, ниже него — агнец у древа, выше — шатер с человеческой фигуркой в нем (Измаил?). Человеческие лица в росписи появляются только в некоторых персонификациях на потолке, Авраам и Измаил (?) в «Жертвоприношении» нарисованы со спины.
Замысел всей росписи в основных чертах понятен — это святой образ утраченного иудеями Храма, и само изображение его есть чаяние его восстановления Мессией, носит эсхатологический характер, сцена же жертвоприношения есть символическое описание верности иудеев Единому Богу.
Над нишей Торы изображена многоветвенная виноградная лоза, с троном и столом у основания. Ряд ученых предполагает в изображении лозы древнейший символ плодородия, возрождения, божественности (близкая символика — в античном культе Диониса). Более точной аналогией является наличие золотой лозы с гроздями винограда на портике Храма в Иерусалиме, кроме того, подобное изображение наличествует в других синагогах. Бесплодная, как на фреске, лоза даст плоды, когда придет Мессия, и Мессия возрастет из древа Давидова (пророк Захария называет Его Ветвью).
Через 5 лет после «первой декорации» стены синагоги и ее западная стена, кроме ниши для Торы, были заново расписаны. Над виноградным древом был изображен муж на троне с двумя одетыми в тоги мужскими фигурами ниже, по сторонам от него, и огромным львом еще ниже, в вершине древа. Возможно, здесь в персидских одеждах изображен Мессия как Давид, Его прародитель; лев указывает на связь Давида/Мессии с коленом Иудиным. Одетые в тоги мужи могут быть придворными Давида или пророками Натаном и Самуилом или Иисусом и Зоровавелем — инициаторы восстановления Храма после возвращения евреев из Вавилонского плена, или пророки Аггеем и Захарией. Композиция с Давидом также в основных своих принципах была повторена в христианском искусстве — в сценах, где изображен Господь с апостолами Петром и Павлом (например, в апсиде древней базилики Святого Петра в Риме).
Вокруг Давида и двух предстоящих изображены 13 фигур в персидских одеждах — видимо, старейшин иудейских колен, бывших до Давида, возможно, как напоминание о возрождении единства Израиля в будущем, когда придет Мессия. В христианском искусстве этой сцене аналогична сцена со Христом в окружении 12 Его апостолов. Ниже, на месте трона и стола, по сторонам от ствола древа, была дважды написана сцена Благословения Иаковом — Ефрема и Манассии (слева) и своих сыновей (справа), в левом верхнем углу вновь изображен во фригийском колпаке Давид-псалмопевец с арфой в руках, по сторонам в рост со свитками в руках пророки, видевшие будущее восстановление Иерусалима,— Пророк Исайя с солнцем и луной по сторонам от главы (слева), Пророк Иеремия с большим раскрытым свитком в руках и покрытым тканью Ковчегом Завета. По сторонам от центрального образа Давида с 13 старейшинами также помещены 2 сцены с Моисеем — предтечей Мессии: Моисей и купина неопалимая и Моисей, получающий скрижали Завета.
Всего во «второй декорации» на стенах синагоги на 28 панелях в 3 регистра расположены 58 сцен из Ветхого Завета. На западной стене по левую сторону изображены: вверху — Переход евреев через Красное море и гибель войска египетского фараона, Аарон перед Иерусалимским храмом, Ковчег Завета в храме Дагона, Помазание Давида Самуилом на царство, Нахождение Моисея в нильских водах. По правую сторону от ниши: Помазание Соломона, Соломон и царица Савская, Стена Беер-Шевы, Освящение скинии, ниже — Илия, воскрешающий сына вдовы, Триумф Мордехая.
В верхнем ярусе южной стены фрески не сохранились, во 2-м сверху сохранилась сцена: Перенесение Ковчега Завета в Иерусалим, в 3-м — царь Ахав и Илия (сохранился фрагмент), Илия и Зарефата, Илия убивает жрецов Ваала, Илия на горе Кармель.
В верхнем регистре северной стены (правая от ниши) сохранился большой фрагмент Сна Иакова, во 2-м регистре сверху — Битва Самуила с филистимлянами при Авен-езере, Самуил у Силома, в нижнем — Иезикииль в «долине сухих костей» и его видение — воскрешение мертвых из их останков (изображенное буквально) и композиция с изображением Маттафии из рода Хасмонеев перед идолопоклонниками.
Фрески верхнего и среднего регистров восточной (напротив ниши) стены полностью разрушены, в 3-м сверху — Давид и Саул в пустыне Зиф (справа от входа в синагогу) и, предположительно, Пир Валтасара (слева от входа), сохранившийся в незначительных фрагментах.
Главные смысловые акценты в росписи синагоги — ожидание Мессии и грядущее утверждение царства Давидова и восстановления Храма, духовная сила и чудесные победы пророков и их пророчества о восстановлении Иерусалима, исполнение пророчеств от Бога в прошлом и надежда на это в будущем, с приходом Мессии. Важнейшим является принцип сопоставления, воспринятый христианским искусством — Моисей получает скрижали Завета и напротив — Исайя, пророчествующий о новом завете, Моисей ведет иудейский народ в землю Обетованную и Исайя, говорящий о Новом Иерусалиме.
Фрески синагоги Д.-Е. доказывают существование монументального изобразительного искусства в среде иудаизма, несмотря на запрет, налагаемый на изображение живых существ (Книга Исход, XX, 4). Иконография ветхозаветных сцен, принцип толкования и сопоставления, лежащий в их основе, осуществленные в Д.Е. были восприняты христианским искусством (Рука Господа в ряде сцен, квадратные нимбы; некоторые сцены буквально сходны со сценами подобных же сюжетов в современных фрескам синагоги фресках римских катакомб: Моисей, рассекающий воды Красного моря и Переход через Красное море, Сон Иакова; Благословение Иакова, Нахождение Моисея, Переход через Красное море; сцене «Триумф Мордехая» соответствует в основной структуре Входу Господню в Иерусалим).
Рисунок многих сцен, поз повторяет схемы античного искусства, постановка некоторых фигур, верный рисунок драпировок, облекающих их, соответствует правилу античного контрапоста. Изображения некоторых предметов и фигур, элементы пейзажа кажутся напрямую заимствованными из каких-то античных живописных произведений; храмы, изображенные в сценах в синагоге, нарисованы соответственно античной типологии — с колонными портиками, со статуями викторий по углам карниза и на вершинах фронтонов. Некоторые образы в синагоге (пророки по сторонам от ниши) принадлежат к лучшим произведения живописи эллинизированного Ближнего Востока. Однако в целом образ этого искусства — восточный и является оригинальной переработкой мотивов восточного, в частности сирийского и парфянского, искусства (все фигуры в сценах одеты в парфянские костюмы, восточными являются типы мужских и женских причесок, военные доспехи).
Отдаленность от классической художественной традиции и близость понятиям искусства Востока чувствуется в геральдической условности композиций, декоративной орнаментальности в рисунке, принципиальной незаостренности портретного в образах, в скованных движениях, ярких цветовых сопоставлениях, плоскостности сцен. Самые близкие аналогии фрескам Дура — в памятниках скульптуры и живописи Пальмиры, в рельефах и скульптуре парфянских городов Хатры и Ашшура и, видимо, составляет с общий поток искусства, являющегося вариантом искусства Парфии, художественные центры которого находились в Месопотамии (Ктесифон) и Иране.

## Фрески «Домовой церкви», или баптистерия
«Домовая церковь» располагалась в доме у стены, принадлежавшего, видимо, одному из богатых жителей города. Структура дома традиционно римская: помещения группировались вокруг открытого колонного двора-атриума. В центре атриума находился бассейн-имплювий со ступенчатым спуском по периметру овала, на противоположном конце от входа находился таблинум со столом в центре, где собиралась семья и где совершались различные церемонии. В доме, как предполагают ученые, христиане собирались вокруг бассейна, который мог использоваться как баптистерий, в таблинуме восседал епископ, который возглавлял трапезу вечери в память Вечери Господней.
Фрески «домовой церкви» — помимо фресок катакомб, носящих определенно погребальный характер, являются древнейшими из известных памятников христианского искусства, имеющих определенную программу сцен в одном конкретном помещении культового характера, и исполнены в 232/233 или между 232 и 256. «Церковь»  с начала 1930-х была реконструирована в Йельском университете.
Фрески отличает элементарное исполнение по сравнению с фресками синагоги и языческих храмов Дура Европос. Арочный свод перед люнетой и плоские перекрытия «церкви» были раскрашены синим цветом и декорированы звездами. Всего в церкви сохранилось 7 сцен с эпизодами из Ветхого и Нового Заветов: в люнете, оформленной аркой на двух колонных устоях — Добрый пастырь с овцой на плечах и с большим стадом вокруг, под ним — небольшие фигурки Адама и Евы по сторонам о райского древа (очевидно, что сцена символически раскрывает образ Христа как Доброго Пастыря из притчи и как Искупителя первородного греха и Последнего Адама); на стенах «церкви» — Хождение Христа по водам и спасение Петра, Исцеление расслабленного (на северной стене вверху), сцена с 2 женщинами (скорее всего, была и третья  фигура, не сохранившаяся) у большого мраморного саркофага римского типа, с высокой крышкой со скатами (обычно идентифицируется с сюжетом с Женами-мироносицами у Гроба), Христос, разговаривающий с самаритянкой у колодца (сохранилась только фигура склоненной самаритянки, выбирающей воду из колодца), Исцеление, совершенное в субботу, битва Давида с Голиафом.

## Росписи языческих святилищ
В «Храме пальмирских богов» сохранились большие композиции ритуальных жертвоприношений (Жертвоприношение жреца Конона в присутствии членов своей семьи, I в.; Жертвоприношение евнуха Отоса и булевта Ябсимса, Жертвоприношение трибуна Теренция перед своим отрядом (кон. II–нач. III вв.) и около 15 небольших сцен, в основном непонятных по сюжетам, несколько аллегорических фигур, в том числе Фортуны Пальмиры и Фортуны Дура.
В митреуме (2-я пол. III в.) — храме Митры — обнаружена дважды повторенная редкая сцена охоты Митры на оленей и вепря в парфянской иконографии и отдельные эпизоды из его жизни, фигуры так называемых «пророков» в парфянских костюмах, боги Тавроктона (сцены с убийством Митрой быка).
В целом фрески языческих святилищ качественны по исполнению, что свидетельствует о достаточно высокой художественной традиции, и представляют собой позднюю фазу развития эллинистического искусства — с обилием мотивов греко-римского искусства, но с приемами восточной выразительности — плоскими, обычно ровно закрашенными фигурами, застывшими «иератическими» движениями, фронтальными позами, лицами в фас.
Среди руин других храмов и некоторых частных домов также были обнаружены остатки живописи.

## Галерея

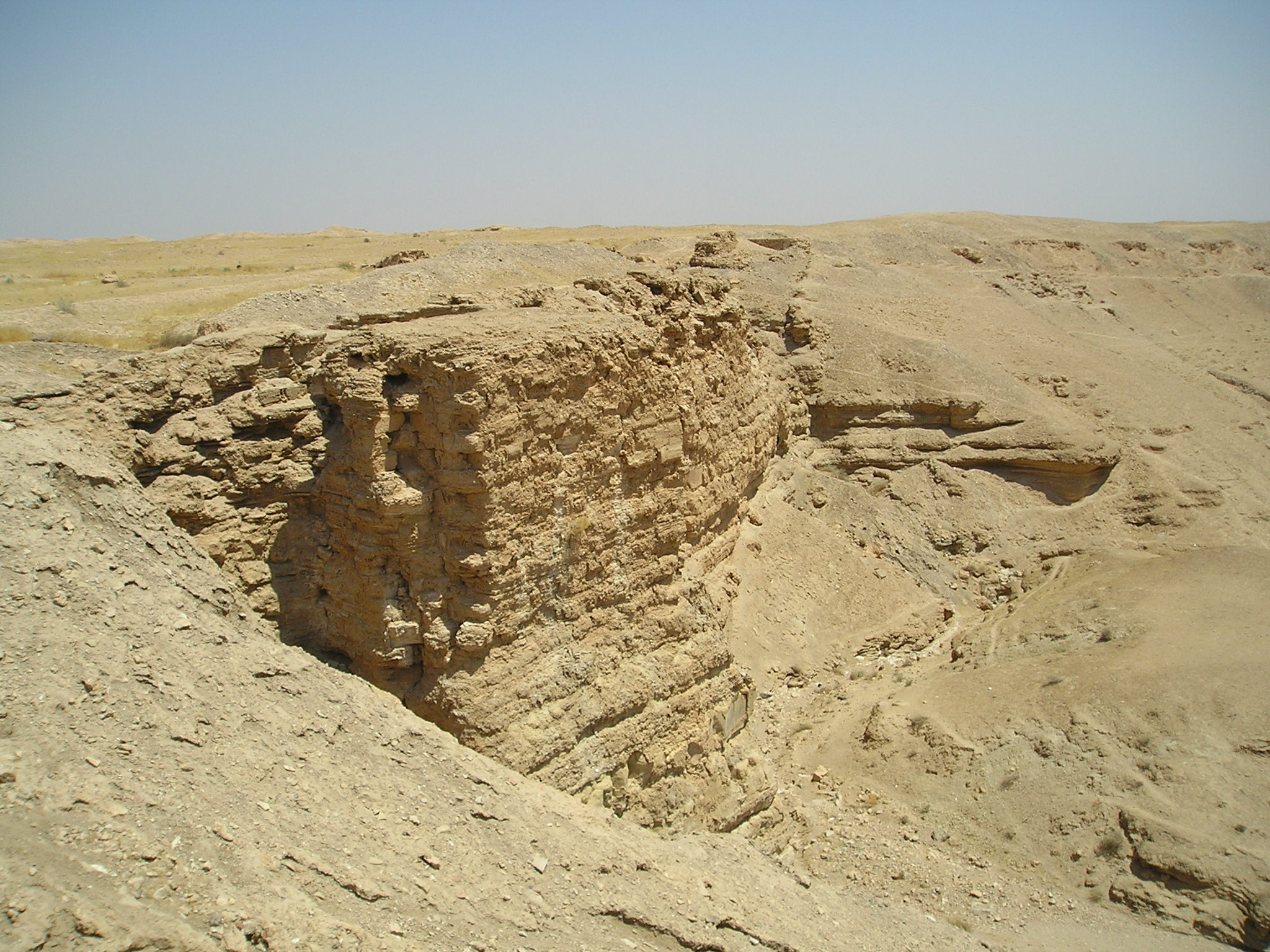
Вид на южные вади и часть стен города Дура-Европос.
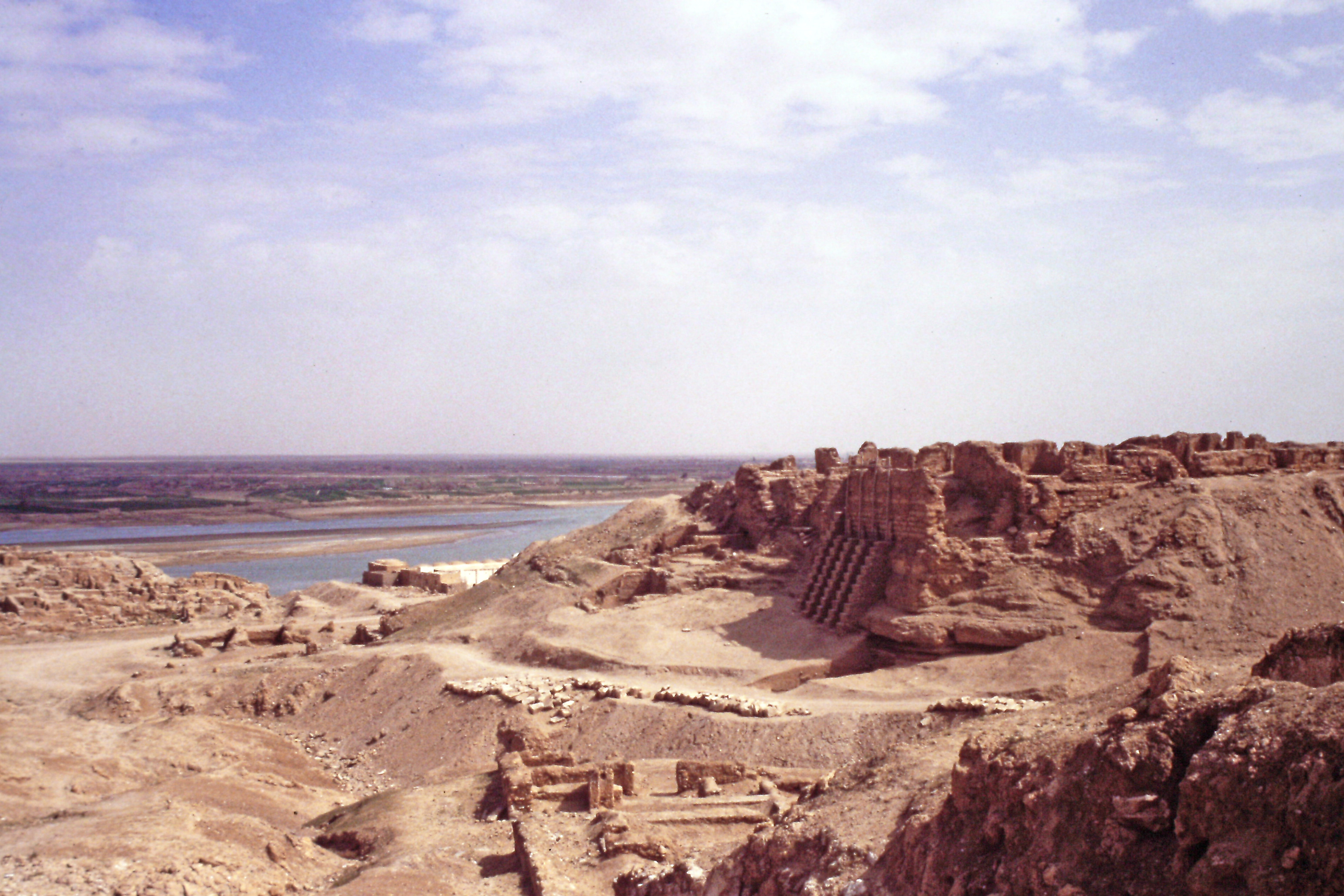
Вид раскопок и Евфрат.
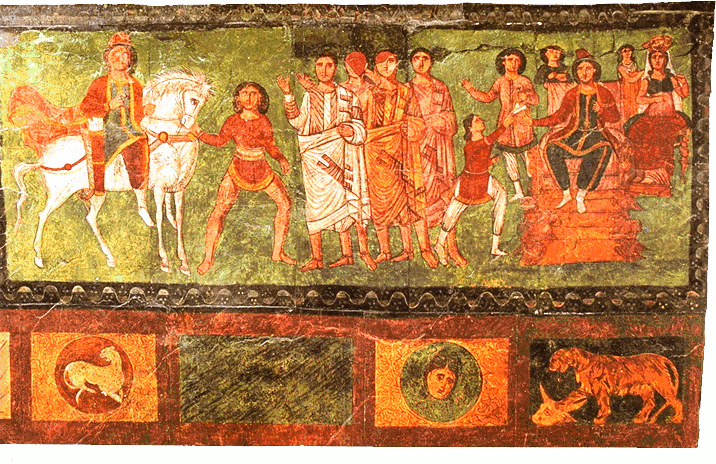
Часть фрески в синагоге Дура-Европос, иллюстрирующая сцену из Книги Есфирь
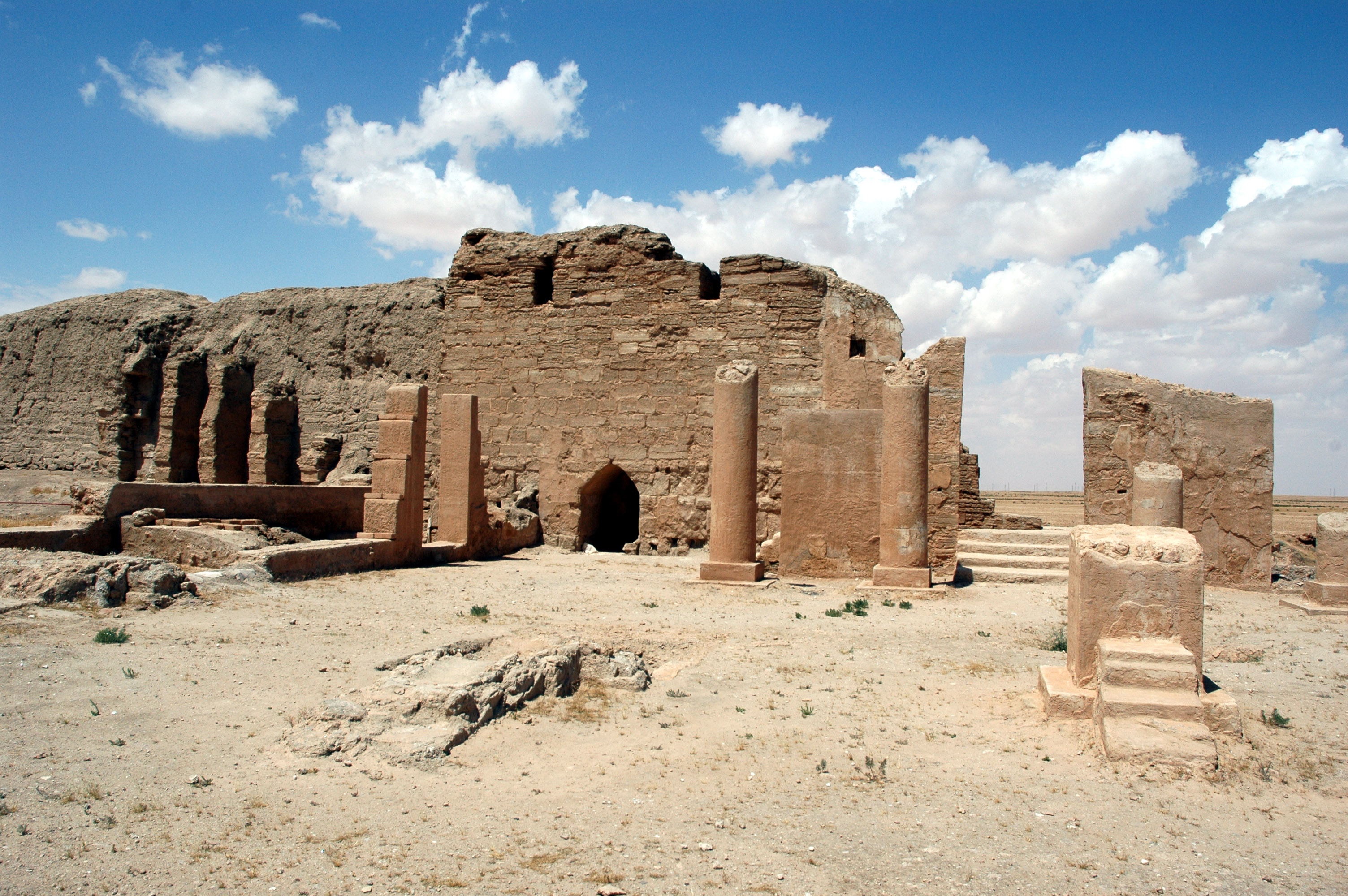
Храм Восточных Богов у городских стен